# Station Sanjo

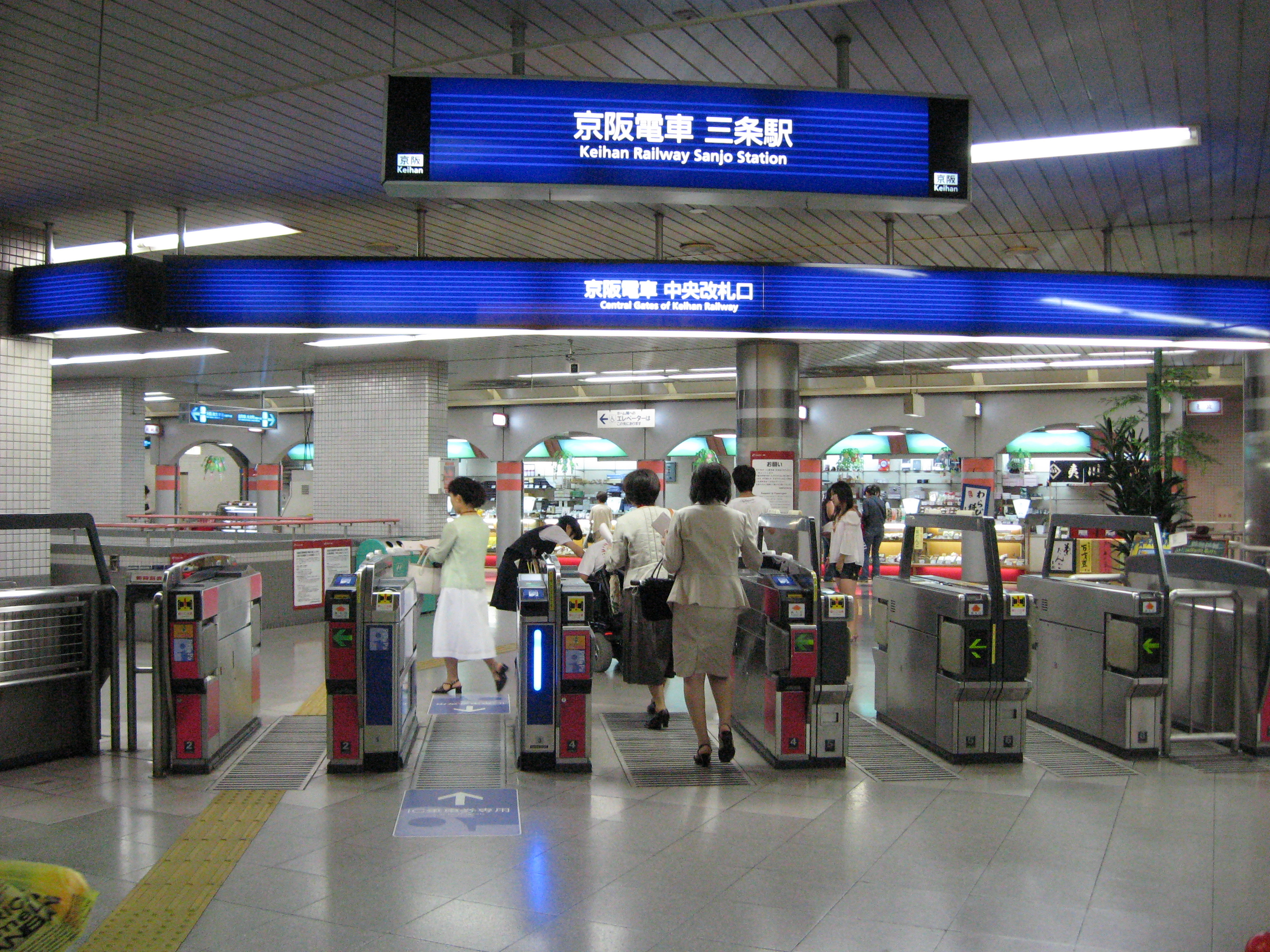
De toegangspoortjes naar de perrons.

Station Sanjō (三条駅, Sanjō) is een spoorwegstation in de wijk Higashiyama-ku in de Japanse stad Kyoto. Het wordt aangedaan door de Keihan-lijn en de Ōtō-lijn. Het station heeft vier sporen, gelegen aan een twee eilandperrons.

## Treindienst

### Keihan
| 1,2 | ■ Ōtō-lijn    | richting Demachiyanagi                                     |
| 3,4 | ■ Keihan-lijn | richting Hirakatashi, Kyōbashi, Yodoyabashi en Nakanoshima |

## Geschiedenis
Het station werd in 1912 onder de naam Sanjō Ōbashi geopend. In 1915 kreeg het station de huidige naam. Voor de aanleg van de Tōzai-metrolijn was dit station het eindpunt van de Keishin-lijn.

## Overig openbaar vervoer
Nabij het station bevindt zich een busstation.